# Manglar guineano
El manglar guineano es una ecorregión de la ecozona afrotropical, definida por WWF, que se extiende por la costa de África occidental, desde Senegal hasta Costa de Marfil.
Forma, junto con el manglar de África central, la región denominada manglares del golfo de Guinea, incluida en la lista Global 200.

## Descripción
Es una ecorregión de manglar con una superficie de 22.800 kilómetros cuadrados repartidos en varios enclaves a lo largo de la costa de Senegal, Gambia, Guinea-Bisáu, Guinea, Sierra Leona, Liberia y Costa de Marfil. En algunos lugares se extienden hasta 160 kilómetros tierra adentro.
De oeste a este limita con la sabana sudanesa occidental, el mosaico de selva y sabana de Guinea, la selva guineana occidental de tierras bajas y la selva guineana oriental.

## Flora Nono Nono
Debido a las grandes mareas y gracias al elevado aporte de agua dulce de los ríos de la región, los mangles pueden superar los 25 metros de altura.

## Fauna
Esta ecorregión constituye un importante hábitat para aves migratorias y especies amenazadas como el manatí de África occidental (Trichechus senegalensis) y el hipopótamo pigmeo (Choeropsis liberiensis).

## Estado de conservación
Vulnerable. Los manglares están amenazados por la agricultura, el desarrollo urbano y el cambio climático.